# Rogier van der Weyden
Rogier van der Weyden (ur. 1399/1400 w Tournai, zm. 18 czerwca 1464 w Brukseli) – renesansowy malarz, przedstawiciel szkoły niderlandzkiej. W 1435 roku został malarzem miejskim Brukseli. Nie sygnował i nie datował swoich dzieł.

## Życiorys

### Życie w Tournai
Przyszedł na świat w Tournai (obecnie Belgia). Wówczas był znany jako Rogier de la Pasteure, w tym mieście bowiem mówiono po francusku.
Był synem bogatego nożownika, Henry’ego, i Agnies des Vaterlos. Nie są znane fakty z dzieciństwa artysty. Wiadomo, iż w 1427 Rogier pojawia się w pracowni Roberta Campina (1378–1444), który działał wraz z Jakiem Daretem. Byli to najbardziej znani wówczas malarze w rodzinnym mieście artysty. Kształcił się tam do sierpnia 1432. W tym samym roku został przyjęty do gildii św. Łukasza w Tournai. Gildie, inaczej zwane cechami, w Niderlandach mają tradycję sięgającą do ok. poł. XIV w. Były to swoiste korporacje zrzeszające artystów w celu obrony ich interesów, oraz nadzorowania działalności twórców, co miało zasadniczy wpływ na wysoką jakość dzieł.

### Pobyt w Brukseli
Prawdopodobnie pomiędzy 1432 a 1435 artysta przebywał w Brugii, gdzie działał Jan van Eyck, i w Leuven, gdzie tamtejsze bractwo łuczników (Onze-Lieve-Vrouw van Ginderbuiten) zamówiło w 1434 tryptyk ze Zdjęciem z Krzyża.

Zdjęcie z krzyża, ok. 1435, olej na desce, 220 × 262 cm, Prado w Madrycie

W roku 1435 Rogier van der Weyden osiadł w Brukseli. Ożenił się w Brukseli z Elisabeth Goffaert, córką szewca w 1426 roku. Miał czwórkę dzieci, córkę i trzech synów. Dwoje z nich zostało artystami (Pieter malarzem, Jan złotnikiem). Dostał stanowisko malarza miejskiego i zaczął stosować flamandzkie tłumaczenie swojego nazwiska (van der Weyden). W tymże mieście wykonał wiele zleceń powierzonych przez radę miejską, przygotowywał m.in. dekoracje na uroczystości świeckie i sakralne, procesje etc. Ozdabia również ratusz w Brukseli, tamtejszą salę ławników czterema obrazami ilustrującymi Przykłady sprawiedliwości (spłonęły podczas pożaru ratusza w 1695).
Pozostał w Brukseli do końca życia, chociaż nigdy nie zerwał związków z Tournai, gdzie inwestował poważne sumy za namalowane dzieła.

### Podróż do Italii
W jubileuszowym roku 1450 Roger van der Weyden udał się na pielgrzymkę do Włoch. Przybył do Rzymu, w celu nabycia odpustu. Pielgrzymka ta później zamieniła się w podróż po wielkich ośrodkach artystycznych, znajdujących się w różnych częściach Italii. Wykonywał zamówienia dla wpływowych rodów d’Este z Ferrary i Medyceuszy z Florencji, odwiedził również Bolonię oraz Mediolan. Podczas podróży Rogier mógł poznać innego artystę, Fra Angelico (1387–1455).

### Kariera malarza
Około roku 1452 Rogier wrócił do stolicy Brabancji. Mając sporo zleceń i duże sumy otworzył w 1455 własną pracownię, która stała się jedną z największych „instytucji” artystycznych na terenie Niderlandów, cieszącą się międzynarodową sławą. Wśród jego uczniów byli malarze z Italii m.in. Zanetto Bugatto protegowany dworu Mediolanu, czy malarze flamandzcy m.in. Hans Memling, Vrancke van der Stockt.
Malarstwo niderlandzkie XV wieku znajdowało się w orbicie zainteresowań nie tylko mieszczan, ale także ludzi dworu. W latach twórczości Rogiera panował w Burgundii książę Filip Dobry (1419–1467) z rodu Walezjuszów, silny autorytet, mecenas literatury i sztuki. Jego nadwornym malarzem był Jan van Eyck. Rogier van der Weyden został doceniony wśród notabli bezpośrednio związanych z książęcym dworem, a więc Pierre Bladelin, pełniący kompetencję głównego poborcy podatków dla księcia, Nicolas Rolin – wielki kanclerz Brugundii od 1422 do 1462, czy osobisty doradca Filipa Dobrego, biskup Tournai Jean Chevrot. Ponadto malował dzieła dla ludzi Kościoła, zarówno hierarchów, jak i zakonników.
Rogier van der Weyden umarł u szczytu sławy w Brukseli 16 lub 18 czerwca 1464, w tym mieście go pochowano, natomiast w rodzinnym mieście zgodnie z życzeniem gildii Św. Łukasza odprawiono mszę za jego duszę.

Sąd Ostateczny ok. 1444–1452 – Hôtel-Dieu, Beaune

## Charakterystyka twórczości
Jego twórczość kształtowała się w kontakcie z dziełami Roberta Campina. O pracy Rogera w jego warsztacie świadczą nie tylko skąpe teksty źródłowe, ale także podobieństwo niektórych dzieł. Charakter wnętrz i przedmiotów w Zwiastowaniu wyraźnie nawiązują do tzw. Tryptyku Werla Campina.
Malował obrazy o tematyce religijnej i portretowej, łącząc w nich cechy gotyckie i renesansowe. Kontynuował naturalizm van Eycków, dodając uczuciowego dramatyzmu. Problem przestrzeni malarskiej interesuje go mniej niż van Eycka. Również określanie i modelunek form ma bardziej rzeźbiarski niż malarski charakter.
Między 1435 a 1440 ukończył obraz Zdjęcie z krzyża. Uwidoczniła się w nim tendencja artysty do redukowania przestrzeni i wnikania w różnorodne stany emocjonalne.
Historycy sztuki dzielą działalność artysty na trzy okresy, gdzie za punkt odniesienia przyjmują podróż do Italii. Mimo wszystko jednak ustalenie daty wykonania wielu obrazów stanowi dość duży problem.
Prawdopodobnie krótko po powrocie z pielgrzymki powstały dzieła: Ołtarz św. Jana i Ołtarz siedmiu sakramentów, którego cechuje wnikliwa obserwacja gotyckiego wnętrza kościelnego i znajomość renesansowych zasad perspektywy. Cechy te odnaleźć można także w innych dziełach powstałych w latach 40., np. w Ołtarzu Miraflores (Berlin, nie wszystkie jego kwatery wyszły spod ręki mistrza), czy Ołtarzu Sądu Ostatecznego (Beaune), w których postaci malowane są w lekko gotyzującym typie. Dopiero w jego pracach po roku 1460 modelunek staje się bardziej miękki. Pojawiają się też w jego sztuce kompozycje, redukujące liczbę motywów i koncentrujące całą ekspresję na gestach i mimice niewielkich grup postaci.
Sztuka Rogera van der Weydena wywarła ogromny wpływ na twórców europejskich, z licznych znanych wówczas ośrodków artystycznych. Dzieła Rogiera były wpływowymi dla takich ludzi malarstwa jak Martin Schongauer, Albrecht Dürer, Calvete de Estrella Isaac Bullart, grupy anonimowych artystów z tzw. szkoły kolońskiej m.in. Mistrz Ołtarza Świętego Bartłomieja czy wspomniany Hans Memling.